# Хоспитализам
Хоспитализам је општи назив за посебне облике понашања након дуже хоспитализације, односно за одвајање од особа са којима постоји емоционална веза и подршка. Хоспитализам се испољава као регресија на узрасно нижи ниво понашања, одбојност према другим особама, неповерење, страх од контаката као и повлачење у себе. Уколико је одвајање детета настало на нижим узрастима ефекти хоспитализма (што укључује и децу смештену у установама социјалне заштите) су штетнији. Практична последица овог сазнања је оријентација служби социјалне заштите да децу без родитељског старања што мање задржавају у институцијама. Неки психолози и социјални радници указују и на појаву „породичног хоспитализма“ код оне деце која су васпитно занемарена или запуштена.